# Minamoto no Michichica
Minamoto no Michichika (源通親, também conhecido como Tsuchimikado Michichika, Koga Michichika, Tsuchimikado Naidaijin, 1149 - 1202) foi um kuge (nobre da corte japonesa) do início do Período Kamakura da história do Japão. Foi o filho de Masamichi, foi o quarto líder do ramo Koga do Clã Minamoto e atingiu o posto de Naidaijin. 

## No governo do imperador Takakura
Michichika entrou para a corte em 1158 aos dez anos de idade, durante o reinado do Imperador Nijo e foi classificado como Jugoi (funcionário da Corte de quinto escalão júnior). O pai de Michichika, Masamichi, serviu a imperatriz Bitokumon-in durante o governo de clausura do Imperador Toba (1152 a 1155), mas passou a desempenhar outra função durante o governo do Imperador Go-Shirakawa. Em 1168 depois da ascensão de Takakura, quando a esposa de Go-Shirakawa, Taira no Shigeko  tornou-se kōtaigō (rainhã mãe), Masamichi voltou a ocupar o cargo de Kōtaigōgūdaibu (administrador do Palácio da Rainha Mãe). Nesta época Michichika teve permissão para entrar na corte, servindo como Jijū (moço de câmara) do jovem imperador. A primeira esposa de Michichika era filha do daijō-daijin Fujiwara no Tadamasa , mas logo casou-se também com uma das filhas de Taira no Norimori como sua segunda esposa, fortalecendo assim os laços com esse poderoso clã.
Em 1179, Michichika tornou-se chefe do Kurōdodokoro, e em 1180 foi promovido a Sangi e a Sakonoe gonchūjō (Sub-Comandante da ala esquerda da guarda do palácio). Depois do golpe de Estado de Taira no Kiyomori no final de 1179, o Imperador Takakura relutantemente abdicou do trono para começar a seu próprio governo de clausura, e Michichika o apoiou como chefe de seu governo de clausura. Michichika se juntou ao passeio imperial para o Santuário Itsukushima e realocação da capital para Fukuhara-kyō no primeiro semestre de 1180, mas como o país caiu em reviravolta após a primeira batalha de Uji, ele retornou a Heian-kyō no outono. O estado físico do imperador Takakura piorou e ele adoeceu. Michichika compôs um poema orando por sua recuperação, mas em 1181, Takakura morreu aos 21 anos de idade. Como auxiliar do soberano morto, Michichika recebeu as roupas de luto brancas. Lamentando a morte de seu mestre de longa data, ele registrou seus sentimentos melancólicos no Takakura-in Shōkaki ( 高 倉 院 院 霞 霞 記 ) 

## Guerra de Genpei
Pouco tempo depois, Taira no Kiyomori morreu e Go-Shirakawa retomou seu governo de clausura, e o centro do poder continuou a mudar em um ritmo vertiginoso. Enquanto isso, Michichika evitou confiar no patrocínio de qualquer um dos lados em luta, mas participou apaixonadamente dos debates no palácio de Go-Shirakawa e trabalhou diligentemente nos negócios do governo, aumentando sua presença na Corte. Quando o clã Taira fugiu da capital em 1183, ele foi visitar Go-Shirakawa para despedir-se deles. Quando o Imperador Go-Toba assumiu o trono no mês seguinte, os Três tesouros sagrados estava na posse dos Taira. Michichika defendia a tese de que o Imperador Guang Wudi dos Han e o Imperador Yuan dos Jin, obtiveram suas insignias imperiais somente após de assumir o trono,e que por isso Go-Toba poderia ascender ao trono sem problemas. Estava no Palácio Hōjūji, durante o Cerco de Hōjūjidono naquele outono.
A lealdade de Michichika foi reconhecida, e na primavera de 1185 ele foi promovido a Chūnagon e naquele inverno foi apontado como Gisō (um dos dez membros da corte nomeados para supervisionar a administração). A Michichika foi concedida a província de Inaba como um feudo e este recomendou seu segundo filho Michitomo para tomar conta dele. Michichika se casou com a enfermeira do Imperador Go-Toba, Fujiwara no Hanshi, e adotou sua filha Minamoto no Zaishi. Michichika também foi responsável por  liderar as equipes da solenidade de posse de Kujō Kanezane como  Nairan (Inspetor Imperial) e como líder  do clã Fujiwara, sendo elogiado por Kanezane e iniciando uma importante amizade entre os dois. Por outro lado, sob a administração conservadora de Kanezane a promoção de Michichika ficou estagnada. Em 1188, Michichika protestou contra a promoção do filho mais jovem e menos experiente de Kanezane, Kujō Yoshitsune, para Shōnii (segundo escalão pleno), solicitando que ele também fosse promovido. Kanezane criticou duramente Michichika, chamando-o de ingrato por sua promoção a Shōnii no ano anterior. Depois disso, o relacionamento entre eles azedou e Michichika começou a procurar uma oportunidade para derrubar Kanezane.

## Guardião de Senyōmon-in
No final de 1189, Michichika convidou Go-Shirakawa para visitar a propriedade dos Koga e presenteou-o com vários presentes. Um mês e meio depois, a filha mais nova de Go-Shirakawa, a Princesa Kinshi foi proclamada princesa imperial, e Michichika foi apontado como seu guardião, fortalecendo seu relacionamento com a mãe dela Takashina no Eishi. Em 1191, a Princesa Kinshi recebeu o nome budista de Senyōmon-in, e Michichika tornou-se a administrador de seu palácio, indicando seus filhos Michitomo e Michimune para cargos dentro do palácio da princesa. Quando Go-Shirakawa morreu em 1192, foi Senyōmon-in quem herdou seu maior território, Chōkōdō-ryō, e como Michichika era seu administrador, conseguiu controlar os membros da Corte em sua jurisdição, formando uma forte base política.
Quando Minamoto no Yoritomo entrou na capital em 1190, Michichika procurou agrada-lo agindo como gerente de eventos para sua nomeação como Ukonoe no taisho (Comandante-geral da ala direita da guarda do palácio), mas também planejou fortalecer seu relacionamento com Ōe no Hiromoto, o confidente de Yoritomo. Em 1191, ele rompeu com a tradição, nomeando Hiromoto como Myōhō hakase (estudiosos oficiais, literalmente Iluminadores da Lei) no Daigaku-ryō (Universidade Imperial de Quioto) e Saemon no taifu (capitão da guarda do portão).
Após a morte de Go-Shirakawa, Kujō Kanezane controlou a corte através do jovem Imperador Go-Toba, mas seu estilo conservador e o estilo rude no trato de assuntos pessoais fez com que ele gradualmente perdesse popularidade na corte. Michichika aproveitou para angariar apoio de Fujiwara no Akisue e do ramo Kashūji dos Fujiwara, que Kanezane tratou friamente. Enquanto isso, com a ajuda de Takashina no Eishi procurou afastar Yoritomo, que queria casar sua filha Ō-hime com o Imperador Go-Toba, de Kanezane, que já havia casado a própria filha, Kujō Ninshi, com o jovem imperador. Em 1195, Michichika foi promovido a Dainagon, e quando sua filha adotiva Zaishi deu ao imperador um príncipe, o futuro Imperador Tsuchimikado, sua posição na corte repentinamente se solidificou. Em 1196, obrigou Ninshi deixar o palácio e derrubar Kanezane, substituindo-o por Konoe Motomichi em um golpe de estado.

## Minamoto Hakuriku
Em 1198, Michichika forçou a entronização do Imperador Tsuchimikado contra o precedente e a oposição do Xogunato. Embora Michichika tentasse usar o caso do Imperador Konin como um precedente para a entronização súbita, Fujiwara no Teika comentou sarcasticamente "Se Tsuchimikado é Kōnin, então quem é Dōkyō?" Depois disso, Michichika atingiu o auge de seu poder como avô materno do imperador, e foi chamado Minamoto Hakuriku (源博陸). O termo Hakuriku aqui se refere à posição de Kampaku, embora Michichika nunca obteve oficialmente o título.
Em 1199, Michichika tornou-se Ukonoe no taisho (Comandante-geral da ala direita da guarda do palácio). Tentou diminuir a oposição do Xogunato, nomeando o herdeiro de Yoritomo, Minamoto no Yoriie como Sakonoe no chūjō (Sub-comandante da ala esquerda da guarda do palácio), mas pouco tempo depois recebeu a notícia de que Yoritomoficara seriamente doente. Assim que a morte de Yoritomo fosse anunciada publicamente, seria necessário adiar a promoção de Yoriie, e assim Michichika conduziu apressadamente ambos os compromissos. Teika mais uma vez criticou Michichika por fazer a nomeação, sabendo que Yoritomo já havia morrido e depois expressar suas condolências e demonstrar luto no dia seguinte, chamando isso de "conspiração notória". A morte de Yoritomo perturbou a situação política. Na capital o cunhado de Yoritomo, Ichijō Yoshiyasu, planejou um ataque a Michichika, forçando-o a se esconder no palácio do imperador aposentado. Vários chefes de xogunato, entre eles Ōe no Hiromoto, apoiaram Michichika, suprimindo a rebelião e restaurando a paz na capital.
Michichika nesta época organizou várias obras, reconstruindo o Palácio Tsuchimikado e acrescentando um portão, e naquele verão foi promovido a Naidaijin. Apesar de respeitar o ponto de vista do agora-aposentado Imperador Go-Toba, Michichika colocou Kujō Yoshitsune como Sadaijin e Konoe Iezane como Udaijin para preservar a paz entre ambas as famílias. Como ambos ainda eram jovens, Michichika estava efetivamente no controle do Daijō-kan . Nessa época, ele também se casou com a filha de Fujiwara no Motofusa, Ishi.
Em 1200, o terceiro filho do Go-Toba, o príncipe Morinari, o futuro imperador Juntoku , tornou-se o príncipe herdeiro. Michichika tornou-se seu Tōgū-no-fu (tutor), enquanto seu cunhado Fujiwara Terumitsu passou a ser Tōgū Gonsuke (assistente do príncipe herdeiro) , e seu terceiro filho Michiteru assumiu provisoriamente o cargo. Mesmo em 1202 Michichika parecia vigoroso, organizando eventos na Corte, como a celebração em que sua filha adotiva Zaishi recebeu o nome budista Shōmeimon-in ou quando recebeu Go-Toba em um palácio construído por seu amigo Fujiwara no Muneyori, mas morreu naquele mesmo ano, no outono aos 54 anos. Quando Konoe Iezane ouviu falar de sua morte, ele registrou em seu diário que Michichika havia lidado com todos os negócios do governo, e a Corte lhe concedeu a classificação póstuma de Shōichii (primeiro escalão pleno). Go-Toba também expressou sua tristeza, encerrando os encontros de declamação de poesia. Depois da morte de Michichika, não restou ninguém que pudesse dissuadir Go-Toba e ele começou a sério o seu regime de clausura.
Michichika também foi um poeta habilidoso e também serviu no Waka-sho (Departamento de Waka), onde liderou o planejamento de uma nova coleção de poesia que mais tarde se tornaria o Shin Kokin Wakashū ("Nova Coleção de Poemas Antigos e Modernos"). No entanto, morreu sem ver sua conclusão. Essa coleção, assim como muitas outras, incluíram alguns dos wakas de Michichika.

| Precedido por Minamoto no Masamichi | -- 4º Líder dos Koga Minamoto (1175-1202) | Sucedido por Koga Michiteru       |
| Precedido por Konoe Iezane          | 47º Naidaijin (1199 - 1202)               | Sucedido por Fujiwara no Tadataka |